# 제천 덕주사 석조약사여래입상
제천 덕주사 석조약사여래입상(堤川 德周寺 石造藥師如來立像)은 충청북도 제천시 한수면 송계리, 덕주사에 있는 고려시대의 불상이다. 1998년 12월 31일 충청북도의 유형문화재 제196호로 지정되었다.

## 개요
원래 정금사 절터라고 전해오던 곳에 있던 불상으로, 충주댐 건설로 1983년 4월 현위치로 옮겼다. 부분적으로 닳았을 뿐 비교적 완전한 모습에 속한다. 특히 오랫동안 땅에 묻혀 있었기 때문에 몸통의 밑부분이 약간 파손되었을 뿐 옷주름 등은 상태가 양호하다.
머리에는 상투 모양의 낮고 작은 머리묶음이 있으며, 얼굴은 길쭉하지만 풍만하다. 양쪽 눈은 가늘고 긴 듯 하나 닳아서 구분하기 어렵고 양쪽 귀는 길게 늘어져 어깨에 닿았다. 옷은 왼쪽 어깨에만 형식적으로 표시하고 가슴 부분이 널찍하게 드러났으며 왼쪽편에 주름이 몰려 있다. 오른손은 가슴에 들고 손바닥을 밖으로 드러내어 엄지에 새끼 손가락을 구부려 대고 있으며, 왼손은 수평으로 배 아래 부분까지 들어 약그릇을 받들고 있으므로 약사여래불임을 알 수 있다.
전체적으로 몸통에 비해 머리가 크며 대좌(臺座)는 별도로 만들어 양 발만을 윗면에 조각하고 위로 몸통을 얹고 있다.

## 참고 자료
- 제천 덕주사 석조약사여래입상 - 국가유산청 국가유산포털